# 楠河村
楠河村（くすかわむら）は愛媛県東予地方の桑村郡のち周桑郡にあった村である。
1955年（昭和30年）に、三芳村、楠河村、庄内村の3村の合併により町制施行し三芳町となり、自治体としては消滅した。三芳町は、壬生川町との合併により東予町、さらに市制施行し東予市になった。東予市は、平成の市町村合併にて西条市、東予市、丹原町、小松町の合併により、西条市となり、現在に至っている。

## 地理
周桑平野（道前平野）の北西端、北川下流左岸に位置し、東は燧灘（瀬戸内海）に面している。
河川
北川
村名の由来
合併・発足の際に旧村の楠、河原津から一字ずつ取った合成地名。

## 歴史

### 略史
中世以前
- 城跡があり軍事上の要衝であったことがうかがえる。

近世
- 松山藩領。
- 1765年　楠・河原津を含む9か村が上地されて幕府領となる。

明治以降
- 1948年（昭和23年）　国営燧灘干拓事業計画策定され、楠河1区干拓事業開始。（完成は三芳町になって以降）

### 村の沿革
- 1889年12月15日 - 町村制施行により桑村郡楠（くす）、河原津（かわらづ）の2村が合併し桑村郡楠河村として発足。大字楠に役場をおく。
- 1897年（明治30年）4月年 - 桑村郡が周敷郡と合体、周桑郡と改められる。
- 1955年1月1日 - 三芳村、楠河村、庄内村の3村合併、町制施行し三芳町となり、楠河村は自治体としては消滅した。

```
楠河村の系譜
（町村制実施以前の村）　（明治期）　　　　　（昭和の合併）　　　　　　　　　　（平成の合併）
　　　　　　　　　　　　町村制施行時

　　　　　　　　　　三芳村━━━━┓  昭和30年1月1日
　　　　　　　　　　　　　　　　　┃　合併・
楠　　━━━━┓　　　　　　　　　┃　町制施行
　　　　　　　┣━━楠河村━━━━╋━━三芳町━━━━━┓
河原津━━━━┛　　　　　　　　　┃　　　　　　　　　　┃昭和46年1月1日　昭和47年10月1日
　　　　　　　　　　庄内村━━━━┛　　　　　　　　　　┃　合併　　　　　　市制施行
　　　　　　　　　　　　　　　あ　　　い　　　う　　　　┣東予町━━━東予市━┓
　　　　　　　　　　壬生川村━壬生川町┳━┳━━━━━━┛　　　　　　　　　　┃
　　　　　　　　　　多賀村━━━━━━┛　┃　　　　　　　　　　　　　　　　　┃
　　　　　　　　　　吉井村━━━━━━━━┫　　　　　　　　　　　　　　　　　┃
　　　　　　　　　　周布村━━━━━━━━┫　　　　　　　　　　　　　　　　　┃
　　　　　　　　　　国安村━━━━━━━━┫　　　　　　　　　　　　　　　　　┃
　　　　　　　　　　吉岡村━━━━━━━━┛　　　　　　　　　　　　　　　　　┃
　　　　　　　　　　　　　　　　　　　　　　　　　　　　　　　　　　　　　　　┃平成16年11月1日
　　　　　　　　　　　　　　　　　　　　　　　　　　　　　　　　　　　　　　　┃新設合併、
　　　　　　　　　　　　　　　　　　　　　　　　　　　　　　　　　　　　　　　┃新・西条市発足
　　　　　　　　　　　　　　　　　　　　　　　　　　　　　　　　西条市━━━━╋━━西条市
　　　　　　　　　　　　　　　　　　　　　　　　　　　　　　　　丹原町━━━━┫
　　　　　　　　　　　　　　　　　　　　　　　　　　　　　　　　小松町━━━━┛

あ　明治34年6月14日　町制施行、壬生川町となる
い　昭和15年10月1日 壬生川町・多賀村が合併し壬生川町に
う　昭和30年1月1日 壬生川町・吉井村・周布村・国安村・吉岡村が合併し壬生川町に
（注記）楠河村以外の合併以前の系譜はそれぞれの市町村の記事を参照のこと。

```

## 地域
合併・発足時の2つの旧村がそのまま大字を形成し、三芳町、東予町、東予市になっても引き継がれた。
楠（くす）、河原津（かわらづ）
平成の大合併により西条市の一部となった現在では、地名表記は西条市にそのまま旧大字を続ける。
例　西条市楠

## 産業
燧灘に面しており、漁業が営まれ、明治時代には河原津に漁港が造営された。

## 交通
国鉄予讃線が南北に縦貫しているが、当村内には鉄道駅はない。最寄り駅　伊予三芳駅

## 名所
- 世田城跡
- 永納山城跡